# Rescinnamin
Rescinnamin ist ein Indolalkaloid, das in verschiedenen Rauvolfia-Arten vorkommt, besonders in der Indischen Schlangenwurzel, für deren blutdrucksenkende und beruhigende Wirkung es neben Reserpin hauptverantwortlich ist. Von diesem unterscheidet es sich hinsichtlich seiner chemischen Struktur lediglich durch die Veresterung der C-18-ständigen Hydroxygruppe des Grundkörpers mit 3,4,5-Trimethoxyzimtsäure (TMZS) anstatt mit 3,4,5-Trimethoxybenzoesäure (TMBS).

## Rescinnamin ist nicht Reserpinin
Aufgrund dieser Gemeinsamkeiten gaben Erich Haack und seine Kollegen dem von ihnen 1954 isolierten neuen Alkaloid den Trivialnamen „Reserpinin“. Da aber die Forschergruppe um Emil Schlittler diesen Namen fast gleichzeitig für das von Haack et al. „Raubasinin“ genannte Reserpinin vergab und diese Bezeichnung dann auch von anderen übernommen wurde, änderten sie den Namen zugunsten der Eindeutigkeit in „Rescinnamin“. Dessen ungeachtet werden noch bis heute die Namen beider Alkaloide miteinander vermengt.

## Anwendung
Rescinnamin findet sich in Gesamtextrakten von Rauvolfia serpentina und trägt durch moderates Absenken des Dopamin-, Noradrenalin- und Serotonin-Spiegels zu deren beruhigendem und blutdrucksenkendem Effekt bei. Qualitativ entspricht sein pharmakologisches Profil damit dem des Reserpin, die Unterschiede sind vielmehr quantitativer Natur: Während sein sedativer und bradykarder Effekt deutlich leichter ausfällt als jener des Reserpins, ist seine hypotensive Wirkung im Vergleich zu diesem nur wenig schwächer. Auch hält die Wirkung von Rescinnamin nicht so lange an. In Deutschland war es neben anderen Rauvolfia-Alkaloiden in Modenol® (von Hoffmann-La Roche) und Diuraupur® (damals Giulini Pharma) enthalten, in den USA gibt es zahlreiche Monopräparate.
Neben dem Einsatz zu therapeutischen Zwecken findet Rescinnamin in der Forschung auch als Vergleichssubstanz zu Reserpin Verwendung.

## Analytik
Der spezifische Drehwinkel beträgt −87° bis −97° (c=1, Chloroform). Die zusätzliche Doppelbindung des TMZS- gegenüber dem TMBS-Ester ermöglicht eine Unterscheidung von Rescinnamin und Reserpin durch Bromierung, da an ihr eine elektrophile Addition von Brom möglich ist. Die resultierende Veränderung des Absorptionsspektrums ist für Rescinnamin charakteristisch.